# Corrente (rivier)
De Corrente (Portugees: Rio Corrente) is een rivier in Brazilië. De rivier stroomt door de deelstaat Goiás, gelegen in regio Centraal-West.
Stroomopwaarts ontstaat de rivier uit de Jacuba en  Formoso en ze mondt uit in de Parnaiba. De rivier dankt haar naam aan de vele stroomversnellingen en watervallen.